# Ahmad al-Jazzar Pascià
Ahmad al-Jazzār (in arabo أحمد الجزار‎?; Stolac, 1722 – Damasco, 23 aprile 1804) è stato un militare ottomano, di origine bosniaca, fu dal 1775 governatore di Acri (città costiera palestinese, oggi nello Stato d'Israele), di Damasco e della Galilea (Jalīl) durante il periodo ottomano.

## Biografia

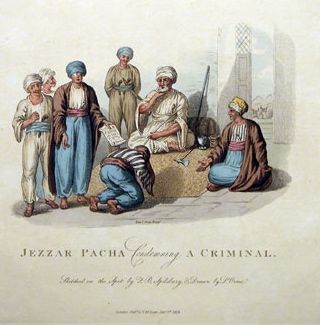
al-Jazzār mentre giudica un criminale.

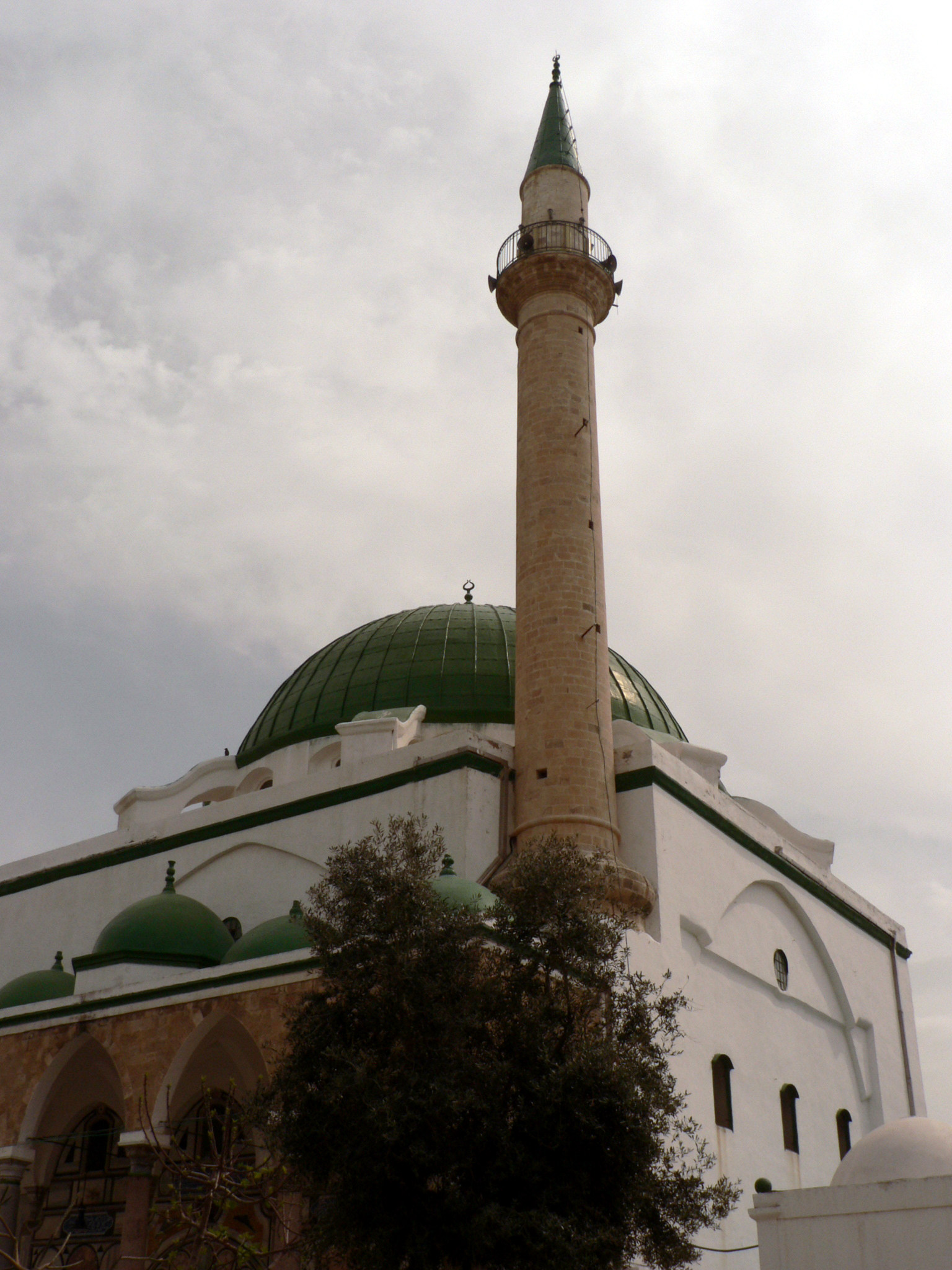
La moschea di al-Jazzār (San Giovanni d'Acri).

Figlio di un cristiano bosniaco, fu venduto come schiavo in Egitto. Entrato al servizio del Gran Vizir ottomano, Hakīmoğlu ʿAlī Pascià (Hekimoğlu Ali Paşa), riuscì a elevarsi dal rango di suo semplice mamelucco (schiavo avviato alla carriera militare) alla dignità di Governatore del Cairo, poi dell'eyalet (suddivisione amministrativa ottomana, equivalente alla wilaya) di Beirut nel 1773.
Nel 1756 servì sotto ʿAbd Allāh Bey e gli succedette quando questi fu ucciso da rivoltosi beduini egiziani della provincia di al-Buḥayra, nel delta del Nilo. Nel 1768 dovette rifugiarsi al Cairo per sfuggire agli intrighi dell'ambiente in cui operava, per recarsi successivamente a Istanbul, entrando nell'amministrazione ottomana. Nel 1772 fu invitato a difendere la città di Beirut dall'attacco dei russi che, con l'appoggio di ʿAli Bey in Egitto e di Ḍāhir al-ʿUmar (Zahir Ömer) in Galilea, miravano a rovesciare gli Ottomani.
Nominato Pascià (governatore militare), Beilerbei dell'eyalet di Rumelia e, nel 1775, mutasarrif del Sangiaccato di Qara Hisar (Anatolia), al-Jazzār divenne quello stesso anno beylerbeyi dell'Eyalet di Sidone, stabilendosi ad Acri. Qui domò nel 1790 una rivolta di suoi mamelucchi, finanziata e rifornita dai francesi, ottenendo anche il governo di Damasco.
La sua fama si diffuse ben fuori del contesto islamico, quando dimostrò di saper difendere efficacemente la sua città-capitale contro il possente tentativo di assedio operato da Napoleone Bonaparte (assedio di Acri del 1799), nell'ambito della sua Campagna d'Egitto, grazie anche al consistente aiuto delle navi britanniche comandate dal commodoro Smith e dall'emigrato francese Phélippeaux.
Dopo aver strappato ai mamelucchi il controllo dell'Egitto, con la Battaglia delle Piramidi del 21 luglio 1798, l'esercito francese repubblicano tentò d'invadere la Siria e la Palestina ottomane. Malgrado i francesi riuscissero a conquistare al-ʿArīsh e Giaffa e vincessero ogni battaglia in campo aperto contro gli Ottomani, non furono in grado di superare le fortificazioni murarie di Acri, il cui governatore poteva contare sul sostegno britannico di Smith e Phélippeaux. L'esercito francese così fu indebolito dalle inevitabili epidemie (tifo e colera, che in quei climi e in quei tempi regolarmente si producevano) e dalla mancanza di rifornimenti, causati dal blocco navale imposto da Horatio Nelson dopo la sua vittoria navale di Abukir.
Sebbene Napoleone e al-Jazzār Pascià ricevessero qualche rifornimento da Bashīr, esponente principale della famiglia emirale del Monte Libano, gli Shihāb, rimasto però formalmente neutrale, la situazione non consentì a Napoleone di protrarre oltre il suo assedio, tanto che dovette infine ritirarsi, vanificando dal punto di vista strategico la sua intera Campagna di conquista dell'Egitto e del Vicino Oriente islamico.
Un risultato di storica portata però fu comunque prodotto dalla presenza napoleonica in quelle terre, ricordato dallo storico egiziano, perché di lì a pochi anni l'albanese ottomano Mehmet Ali, inviato in Egitto per recuperarlo alla Sublime porta, avviò un profondo processo di ammodernamento, specie delle regioni egiziane.
Jazzār in arabo significa "macellaio" e si vuole che questo soprannome gli fosse stato attribuito a causa della durezza del suo governo ma il laqab divenne un cognome per i suoi discendenti, tuttora presenti in Siria.